# Le Roignais
Le Roignais est un sommet de France, en Savoie, point culminant du massif du Beaufortain avec ses 2 995 mètres d'altitude.

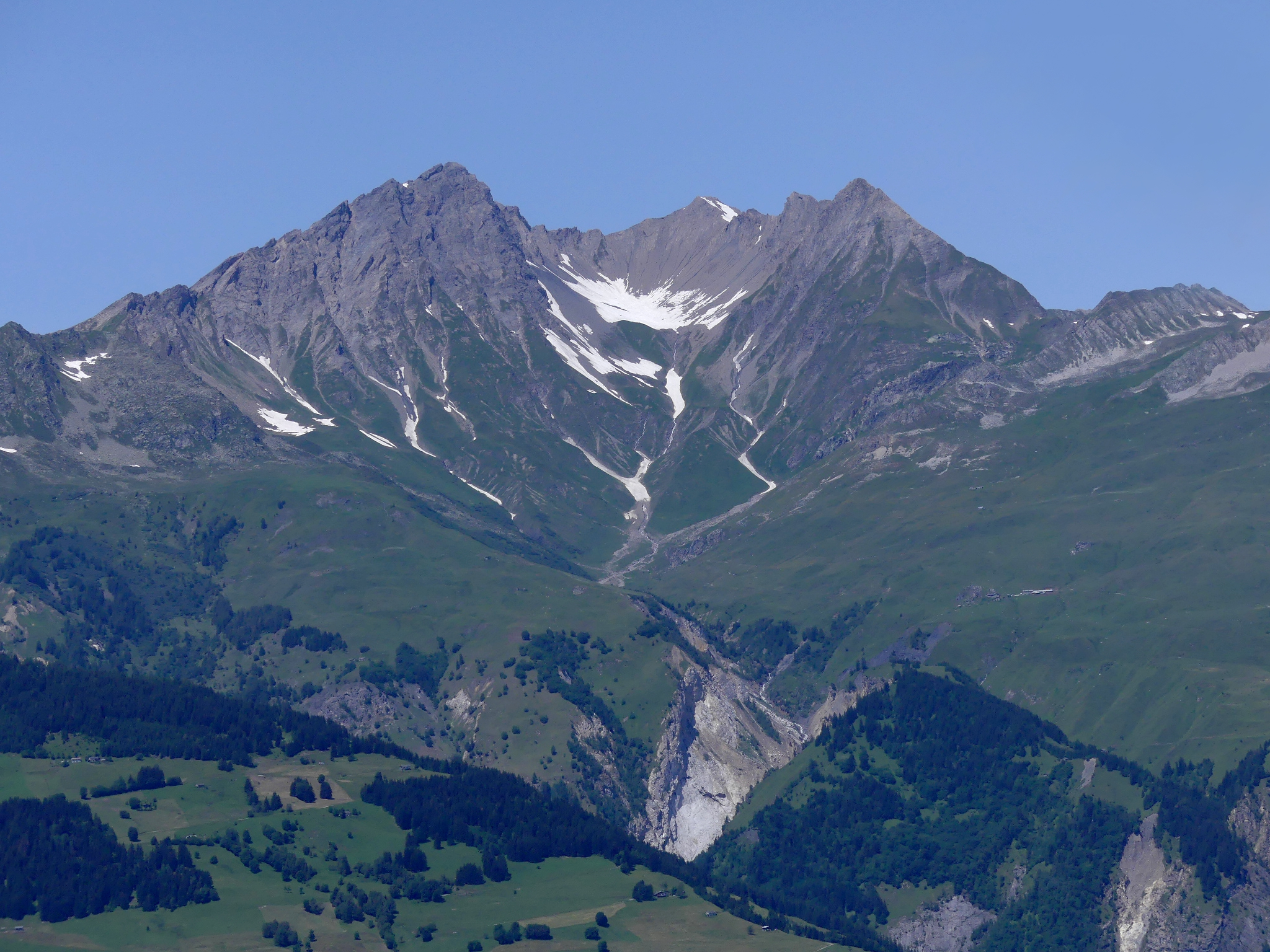
Le Roignais (à gauche) et la pointe de la Combe Neuve (à droite) vus depuis Arc 1800.